# 青方神社
青方神社（あおかたじんじゃ）は、長崎県南松浦郡新上五島町青方郷に鎮座する神社である。

## 祭神
大己貴命、国常立命、瓊々杵命、天忍穂耳命、惶根命、伊邪那美命、国狭槌命の7柱を主祭神として祀る。

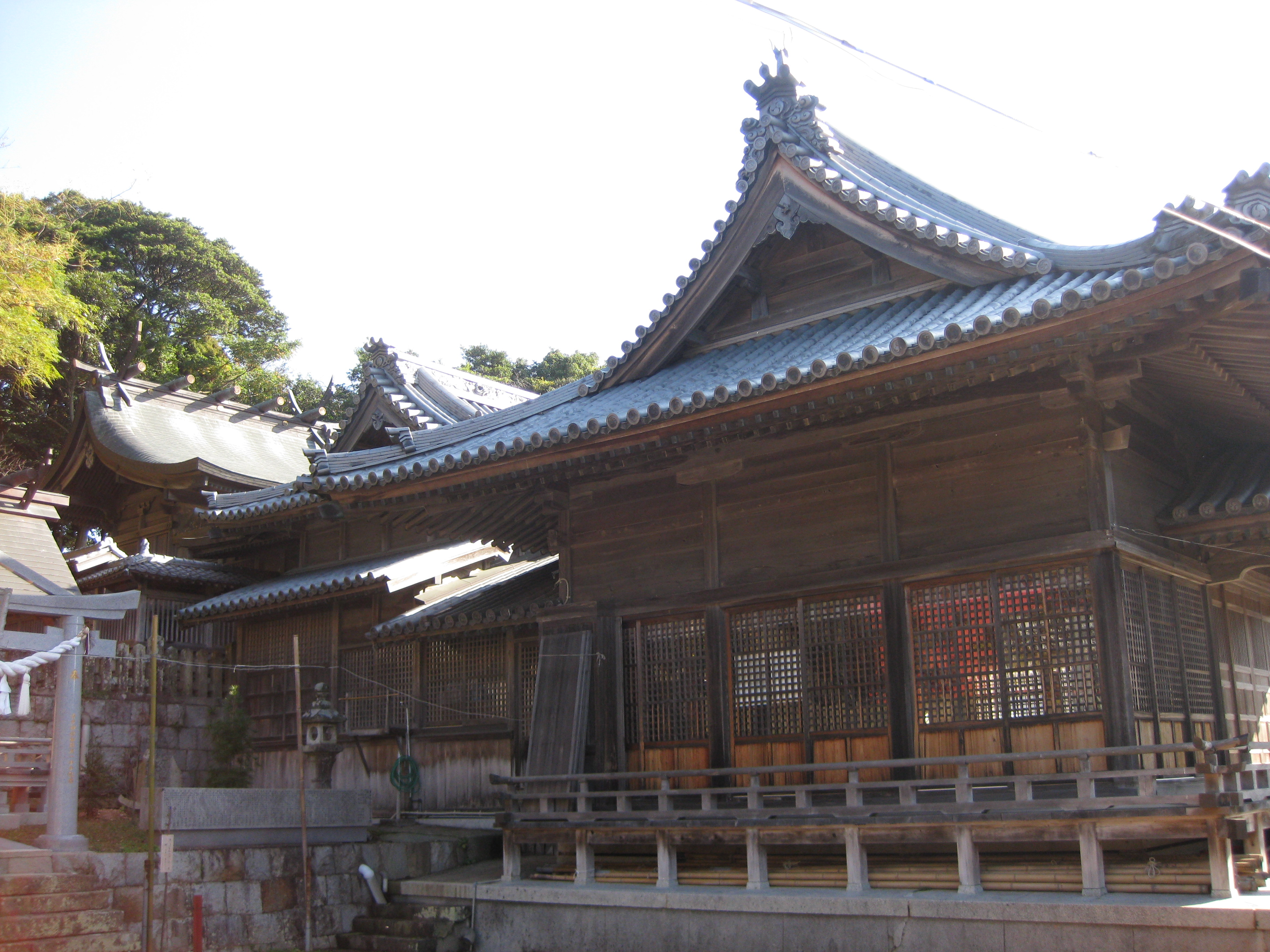
社殿

## 歴史
寛弘3年（1006年）に高麗船の侵寇があったが、時の領主により外敵降伏を祈願し退け、同年8月庶民安泰、外寇祈願のために大己貴命を奉り社宇を建立したことに始まる。建久2年（1192年）、当時の地頭職により社殿を造営。この地頭職の次男が後に青方氏を名乗る。延応元年（1239年）に国常立命外5柱を合祀し、社号を「山王宮」とした。その後、青方氏や時の五島藩藩主による数度の社殿の修築、舞殿の建立を経て、明治4年（1871年）、青方神社と改称し村社に列せられ、大正2年（1913年）には神饌幣帛料供進神社に指定。昭和6年（1931年）に郷社に列せられる。平成17年（2005年）、鎮座一千年記念奉祝大祭を行う。

## 祭祀

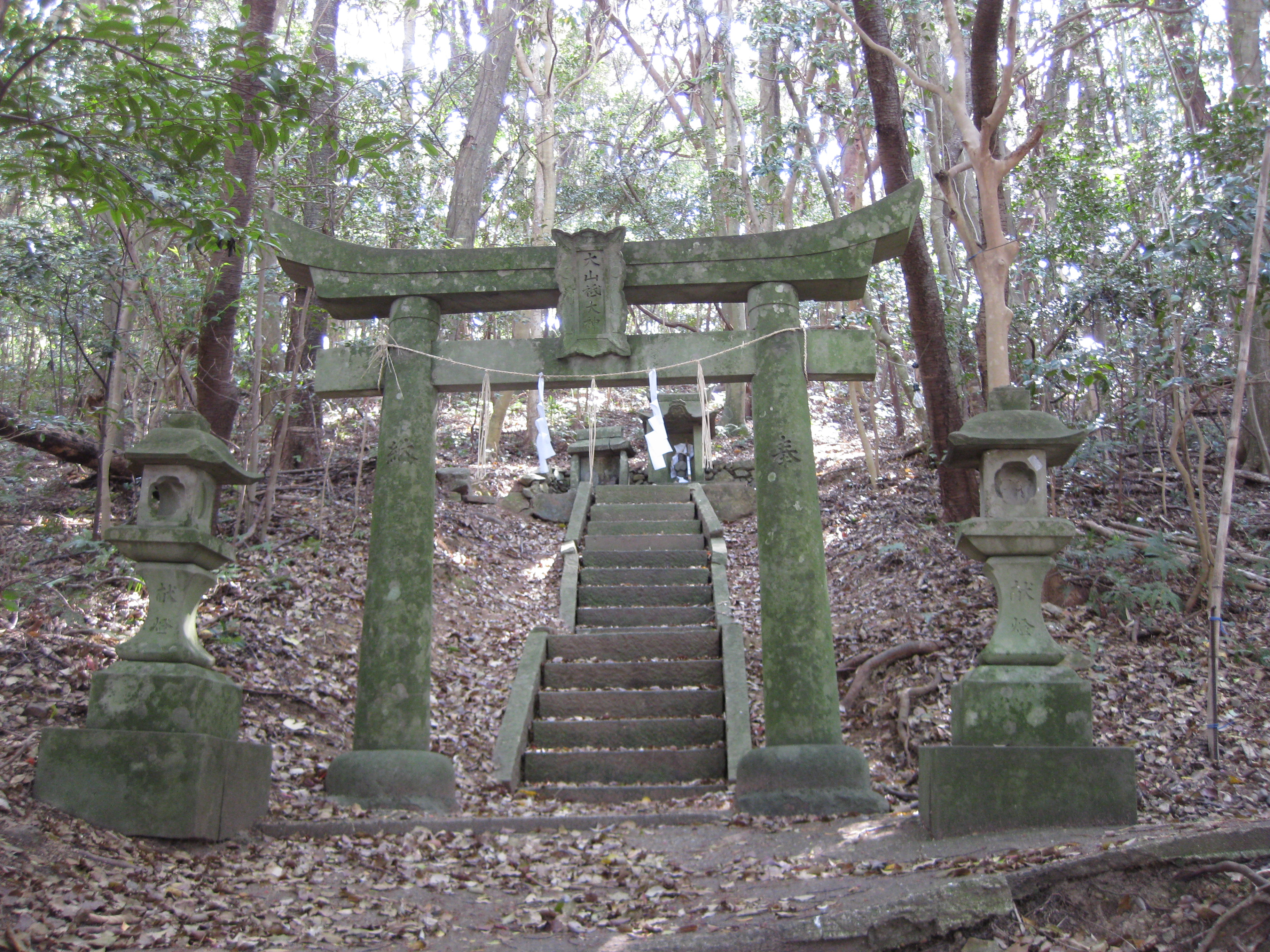
山神社

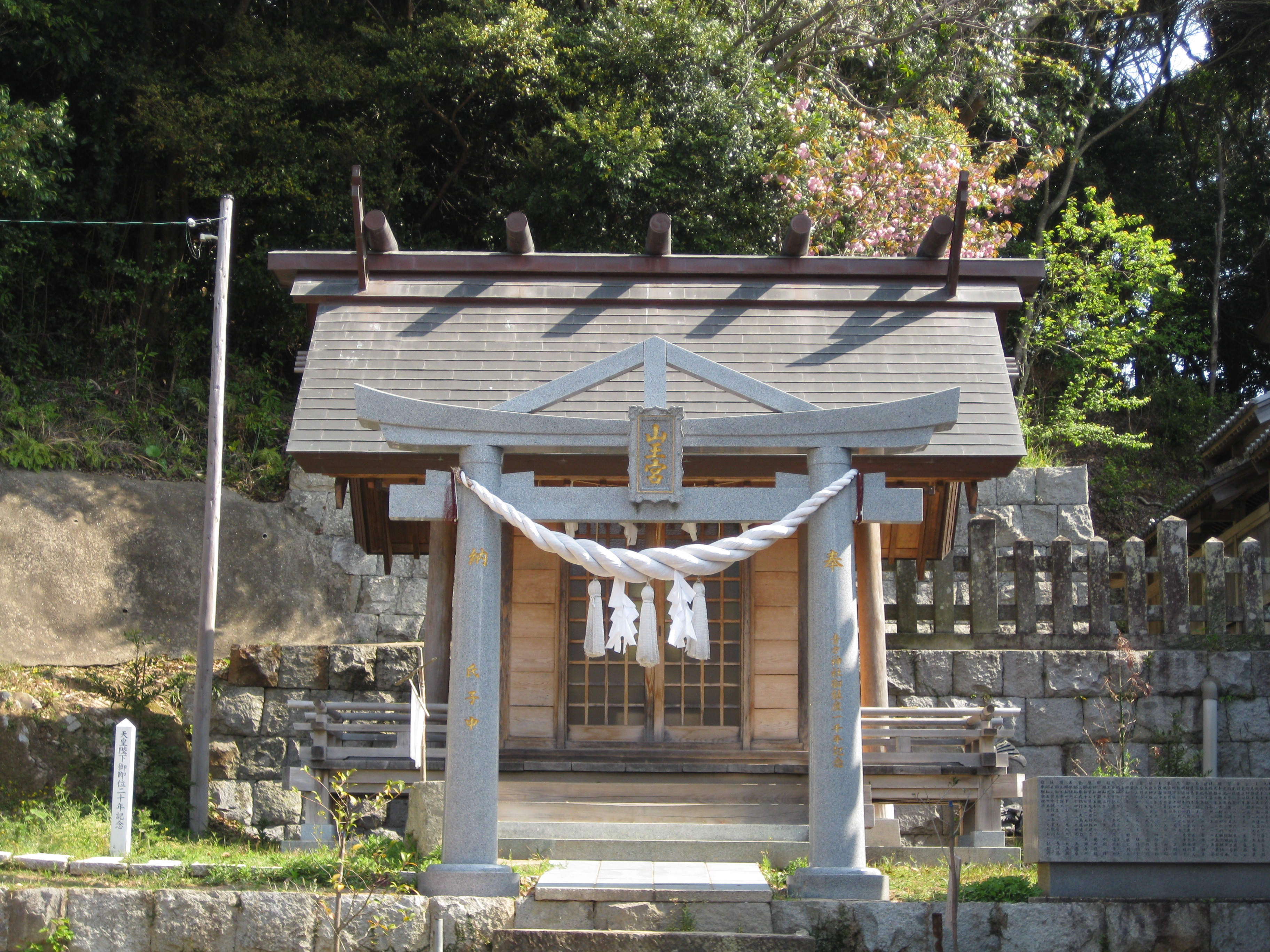
山王宮

春祭り、祇園祭、11月2、3日の例祭には上五島神楽が奉納される。上五島神楽は国の選択無形民俗文化財に選択された五島神楽に含まれ、長崎県無形民俗文化財に単独で指定された。
主な祭礼・神事
- 元旦祭（御膳部祭）（1月1日）
- 御夜起し（御神楽始祭）（1月2日）
- 事代主神社 三日恵比寿祭（1月3日）
- 稲荷神社例祭（1月8日）
- 山神社例祭 (1月23日)
- 作付祭（6月中旬）
- 八坂神社例祭（祇園祭）（7月16、17日）
- 例大祭、御膳部祭（11月2、3日）
- 大祓式（12月31日）

- 春祭り（旧1月1日）
- 井堤川祭 （旧2月1日）
- 事代主神社例祭 （旧8月15日）

- 月次祭 （毎月1、15日）

### 御膳部祭
神饌を調理し神に饗膳する祭りで、地区の7人の宮総代によって元旦と秋の例祭の年に2度行われる。
大晦日の午後9時前後になると総代2人が供え物を煮炊きする水を取りに山に入る（お水取り）。この時、総代らは他人に会ってはならないという禁忌があり、手拭いを被り顔を隠して行動する。その間、残りの総代らは炭を熾し、米を研ぐ準備をし、副食用の神饌調理の準備を行う。
お水取りから持ち帰った清水で米が研がれ、神聖な別火で炊飯が行われる。調理用道具は毎年新調され、味付けは醤油味のみ。総代らは年が明けるのを見計らって、7柱の神にそれぞれ7つの三方を用意し、漆器の碗に白飯と煮物を盛り付ける。年が明けると総代らは一人一膳を捧持し、神職の先導で本殿外陣まで直接献じる。宮司の祝詞が済み、玉串を捧げた後、御膳を社務所へ撤し終了となる。

## 境内社

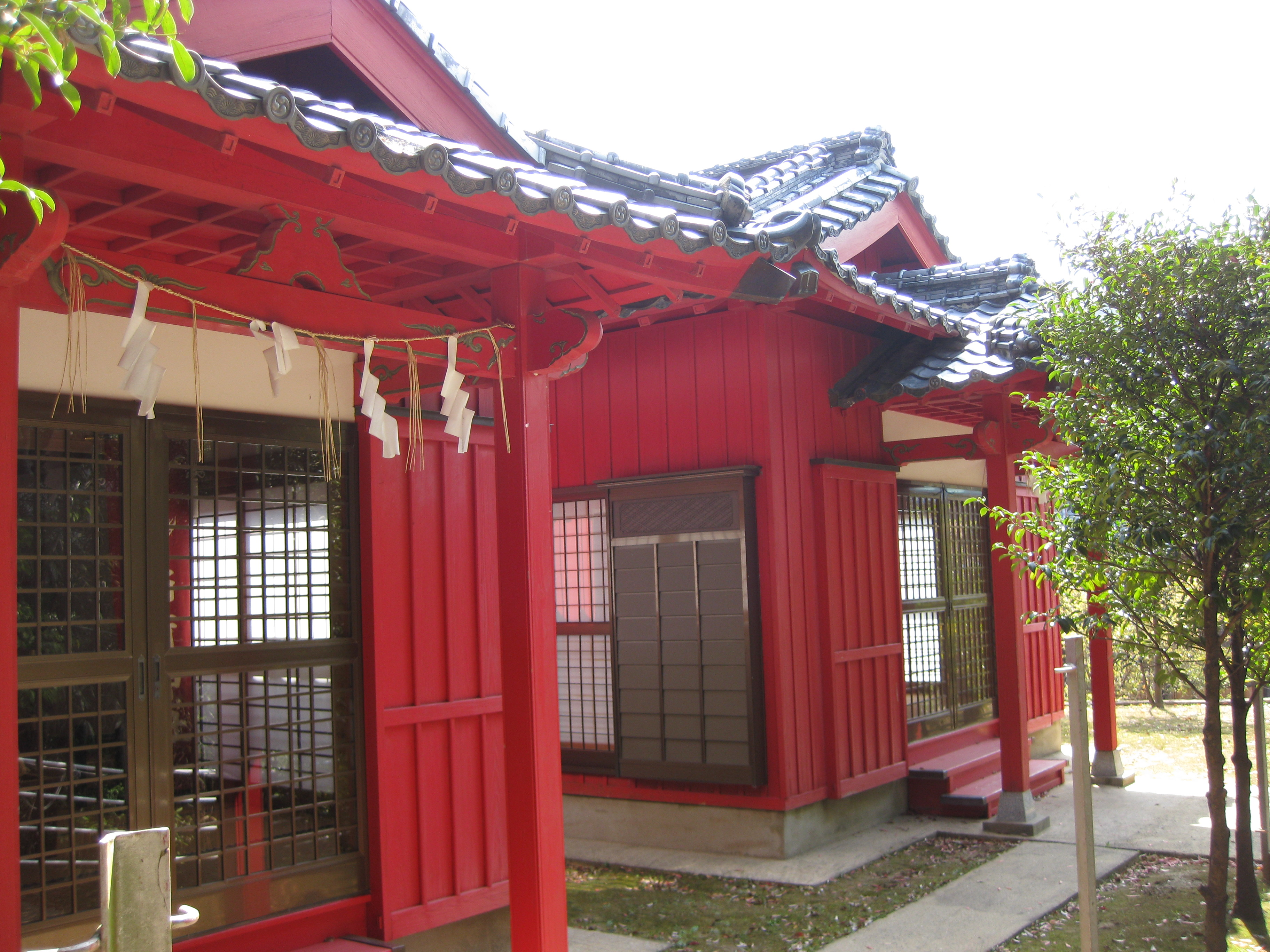
境内社・稲荷神社(左)、八坂神社（右）

文化4年（1807年）6月に八坂神社、同10年（1813年）12月に多賀神社、天保2年（1831年）9月に稲荷神社を勧進した。

## その他の神社
その他の青方郷の神社に乙宮神社、潮見神社、金刀比羅神社、朝川山神神社がある。
また、隣接する船崎郷に山神社、相河郷に姫神社、奈摩郷に政彦神社、浦桑郷に祖父君神社がある。

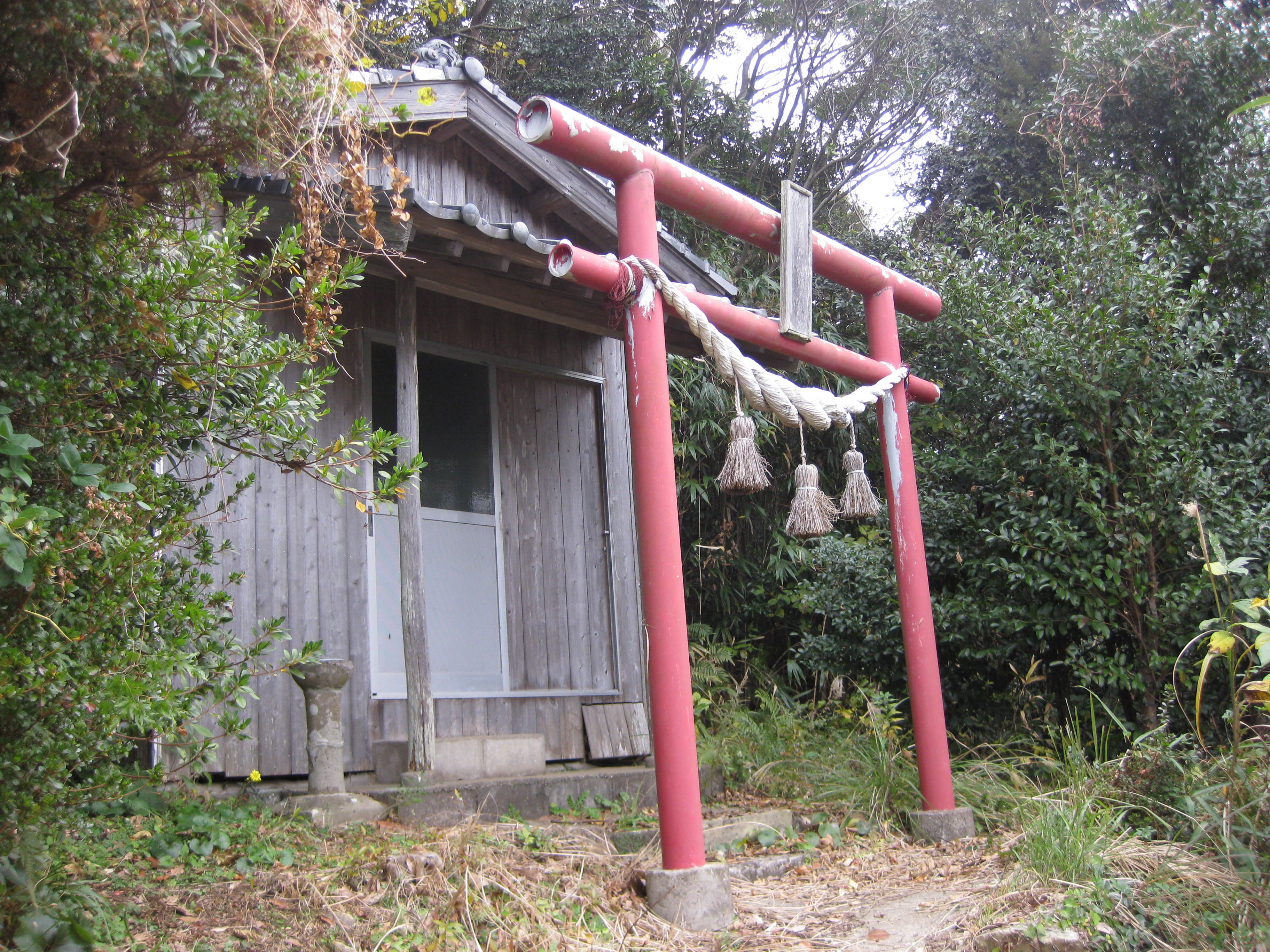
乙宮神社
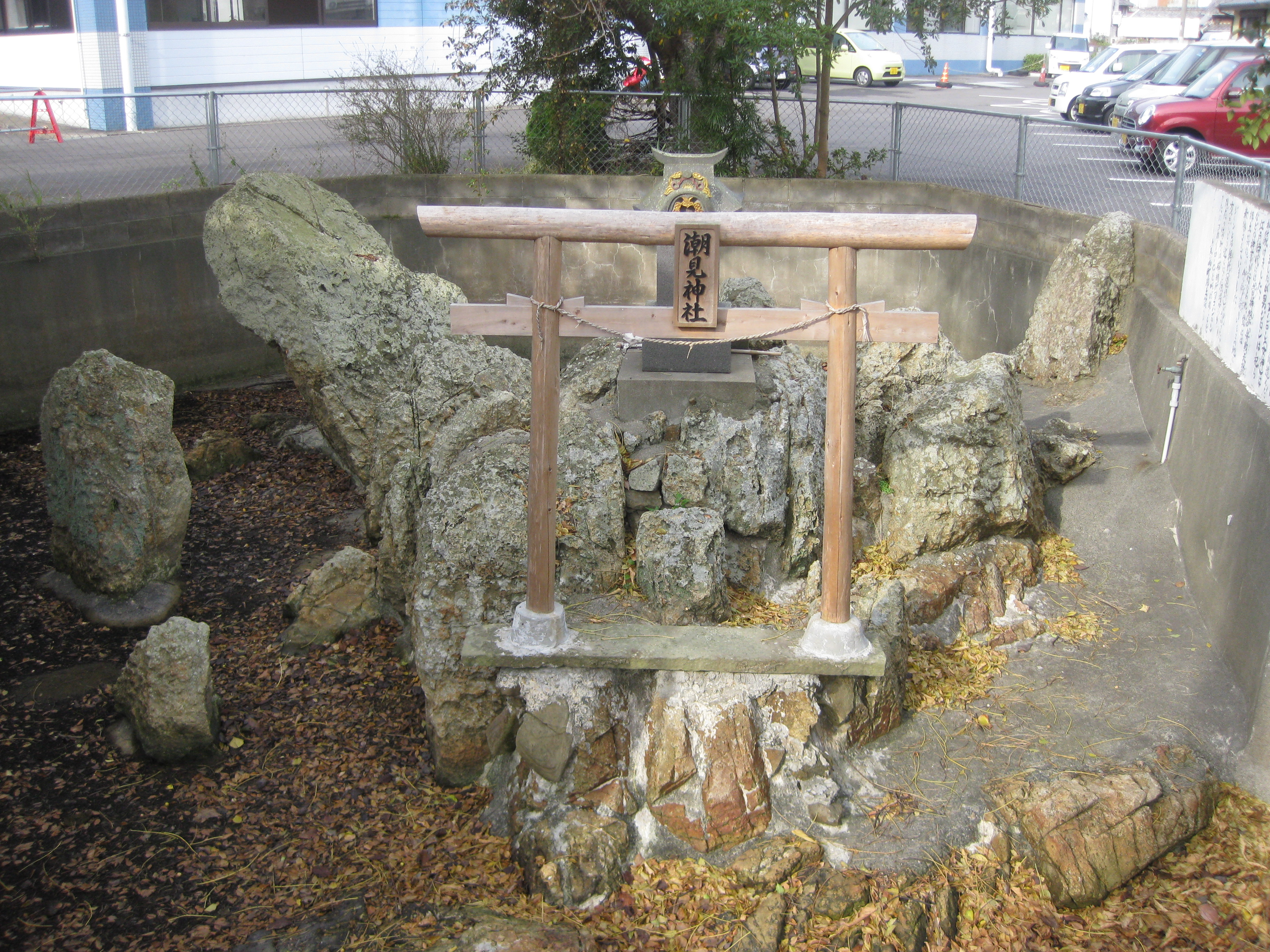
潮見神社
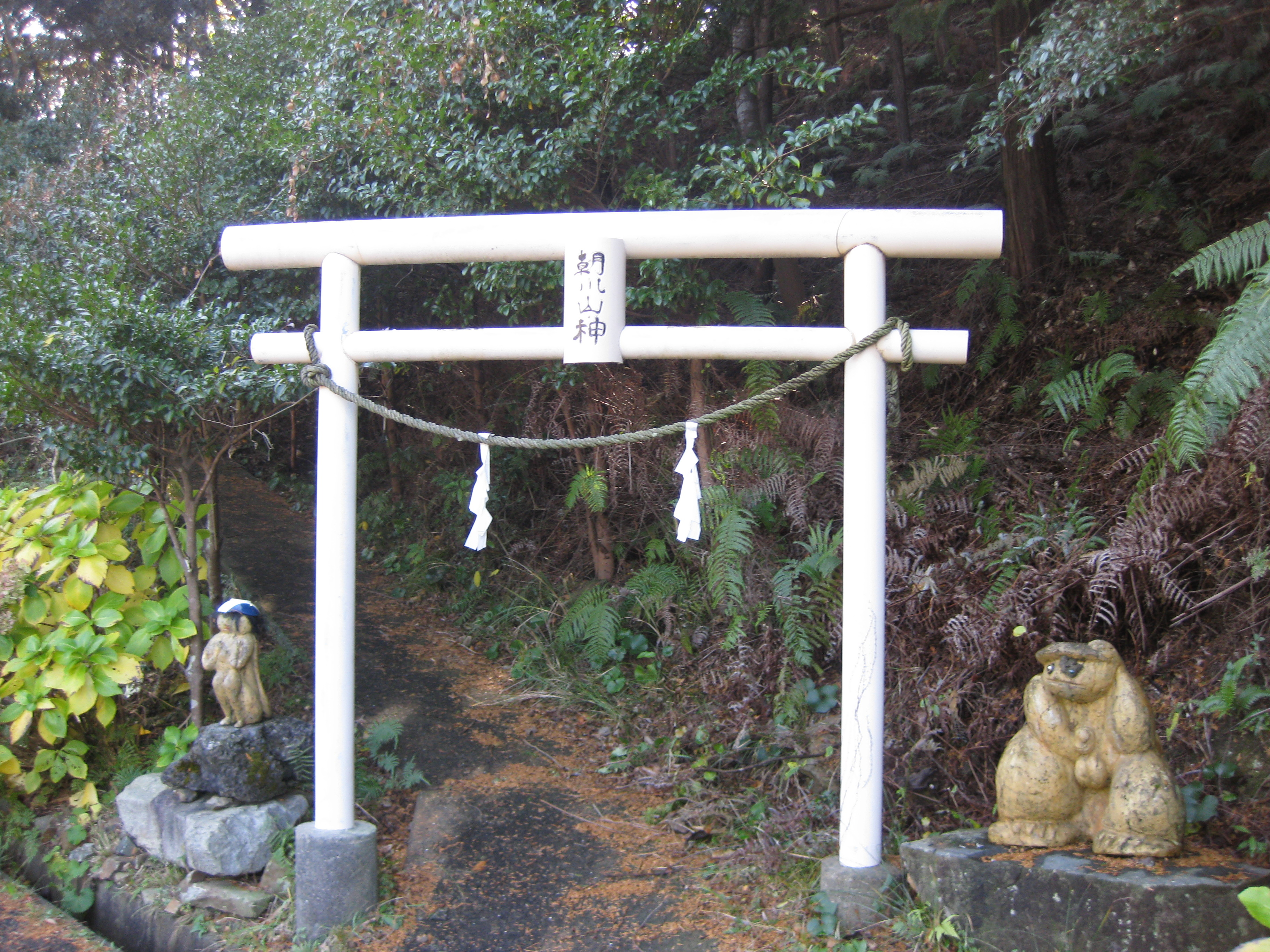
朝川山神神社